# Полевщиков, Фёдор Сидорович
Фёдор Сидорович Полевщиков (род. 1934, Шабалинский район) — бригадир судосборщиков Тюменского судостроительного завода.

## Биография
Родился в 1934 году в деревне Большая Соколовка в крестьянской семье. Член КПСС.
В 1953—1956 годы служил зенитчиком-артиллеристом в ГСВГ.
В 1956—2009 годы работал на Тюменском судостроительном заводе (с 1957 — бригадир судосборщиков). Участвовал в создании второй плавучей станции «Северное сияние».
В феврале 1976 года за комплекс работ по созданию, освоению и применению газотурбинных плавучих электростанций «Северное сияние» в решении проблемы энергоснабжения отдалённых районов Северо-Востока СССР в составе коллектива был удостоен Государственной премии СССР в области техники 1975 года.
Избирался депутатом Верховного Совета РСФСР 7-го созыва, делегатом XXIII съезда КПСС.
Живёт в Тюмени.

## Награды
- орден Ленина
- Медаль «В ознаменование 100-летия со дня рождения Владимира Ильича Ленина»
- Государственная премия СССР (1976)

## Комментарии
1. ↑  Деревня Большая Соколовка (Большая Соколовская) входила в состав Росляковского сельсовета Шабалинского (в 1945—1955 — Новотроицкого) района Кировской области; не сохранилась[1].